# Moringharu (vid Jurmo, Korpo)
Moringharu är en halvö i Finland.   Den ligger i landskapet Egentliga Finland, i den södra delen av landet, 190 km väster om huvudstaden Helsingfors. Moringharu ligger på ön Jurmo.